# Capi di governo delle Isole Pitcairn
Le Isole Pitcairn, un gruppo di isole nell'Oceano Pacifico meridionale, sono gli ultimi territori britannici d'oltremare rimasti in Oceania. Abitata dagli ammutinati del Bounty nel 1790, l'isola fu effettivamente sovrana fino al 1898, quando fu annessa dal Regno Unito e posta sotto la giurisdizione del Governatore delle Figi. Quando le Figi divennero indipendenti nel 1970, l'isola di Pitcairn fu posta sotto l'autorità dell'alto commissario britannico in Nuova Zelanda. In pratica, in parte a causa del suo isolamento, Pitcairn ha effettivamente avuto l'autogoverno interno durante questo periodo. Dal 1790 al 1829, il capo del governo locale era conosciuto semplicemente come il Chief. Avevano un presidente dal 1832 al 1838 e un magistrato da quel momento fino al 1999, fatta eccezione per un intervallo di undici anni dal 1893 al 1904, quando il capo funzionario era il presidente del Consiglio. Nel 1999, le funzioni non giudiziarie del Magistrato furono trasferite nella nuova carica di Sindaco. 

## Capi di governo locale

### Chiefs (1790-1829)
- Fletcher Christian (1790-1793)
- Edward Young (1793-1800)
- John Adams (1800-1829)

Alla morte di John Adams, il posto di Chief fu lasciato vacante. Thursday October Christian, primo nato sull'isola, fu scelto per governare il territorio ad interim. Nel periodo seguente, per qualche anno, molti abitanti si trasferirono a Tahiti.

### Presidenti (1832-1838)
- Joshua Hill (ottobre 1832-1838)

### Magistrati (1838-1893)
- Edward Quintal (1838-1839)
- Arthur Quintal I (1840-1841)
- Fletcher Christian II (1842)
- Matthew McCoy (1843)
- Thursday October Christian II (1844)
- Arthur Quintal II (1845-1846)
- Charles Christian III (1847)
- George Adams (1848)
- Simon Young (1849)
- Arthur Quintal II (1850)
- Thursday October Christian II (1851)
- Abraham Blatchly Quintal (1852)
- Matthew McCoy (1853)
- Arthur Quintal II (1854)
- George Martin Frederick Young (1855-3 May 1856)
- 1856-1864: nessuno, periodo di grande trasferimento sull'isola di Norfolk
- Thursday October Christian II (1864)
- Moses Young (1865-1866)
- Thursday October Christian II (1867)
- Robert Pitcairn Buffett (1868)
- Moses Young (1869)
- James Russell McCoy (1870-1872)
- Thursday October Christian II (1873-1874)
- Moses Young (1875)
- Thursday October Christian II (1876-1877)
- James Russell McCoy (1878-1879)
- Thursday October Christian II (1880)
- Moses Young (1881)
- Thursday October Christian II (1882)
- James Russell McCoy (1883)
- Benjamin Stanley Young (1884-1885)
- James Russell McCoy (1886-1889)
- Charles Carleton Vieder Young (1890-1891)
- Benjamin Stanley Young (1892)

### Presidenti del consiglio (1893-1904)
- James Russell McCoy (1893-1896)
- William Alfred Young (1897)
- James Russell McCoy (1897-1904)
- William Alfred Young (1904)

### Magistrati (1904-1999)
- James Russell McCoy (1904-1906)
- Arthur Herbert Young (1907)
- William Alfred Young (1908)
- Matthew Edmond McCoy (1909)
- Gerard Bromley Robert Christian (1910-1919)
- Charles Richard Parkin Christian (1920)
- Frederick Martin Christian (1921)
- Charles Richard Parkin Christian (1922)
- Edgar Allen Christian (1923-1924)
- Charles Richard Parkin Christian (1925)
- Edgar Allen Christian (1926-1929)
- Arthur Herbert Young (1930-1931)
- Edgar Allen Christian (1932)
- Charles Richard Parkin Christian (1933-1934)
- Edgar Allen Christian (1935-1939)
- Andrew Clarence David Young (1940)
- Frederick Martin Christian (1941)
- Charles Richard Parkin Christian (1942)
- Frederick Martin Christian (1943)
- Charles Richard Parkin Christian (1944)
- Norris Henry Young (1945-1948)
- Charles Richard Parkin Christian (1949)
- Warren Clive Christian (1950-1951)
- John Lorenzo Christian (1952-1954)
- Charles Richard Parkin Christian (1955-1957)
- Warren Clive Christian (1958-1960)
- John Lorenzo Christian (1961-1966)
- Pervis Ferris Young (1967-1975)
- Ivan Christian (1975-1984)
- Brian Young (1984-1990)
- Jay Warren (1990-1999)

### Sindaci (dal 1999)
- Steve Christian (7 dicembre 1999 - 30 ottobre 2004)
- Brenda Christian (8 novembre 2004 - 15 dicembre 2004)
- Jay Warren (15 dicembre 2004 - 9 dicembre 2007)
- Mike Warren (9 dicembre 2007 - 1º gennaio 2020)
- Charlene Warren-Peu (1º gennaio 2020 - 31 dicembre 2022)
- Simon Young (1º gennaio 2023 - in carica)

## Governatori coloniali (1898-oggi)
Vedi articoli separati:
- Governatori delle Figi (1898–1970)
- Alti Commissari del Regno Unito in Nuova Zelanda (dal 1970)